# Centre Internacional de Documentació Occitana
El Centre Internacional de Documentació Occitana (CIDO) fou creat a Besiers el 1975 per Paul Brousse, Robèrt Sirc, Jaume Boisgontier i Ives Roqueta, amb suport de l'ajuntament de Besiers i el president del Consell Regional del Llenguadoc-Rosselló, Jacques Blanc. La seva finalitat era constituir una biblioteca central tant de l'occità com de la cultura occitana. El 1995 va donar el seu fons bibliogràfic a la vila de Besiers. El 1999 es transformà en Centre Interregional de Desenvolupament de l'Occità (CIRDOC), establiment amb vocació d'aplegar totes les regions occitanes i mantenir contactes amb la Vall d'Aran i les Valls Occitanes.